# 完全貴族要覧

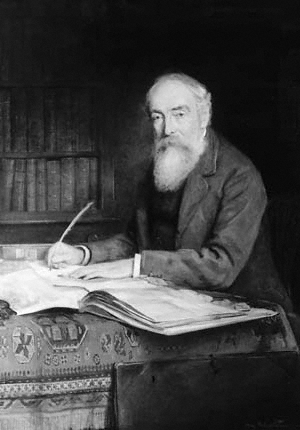
初版の編集者ジョージ・エドワード・コケイン。ケイ・ロバートソンによる肖像画、1900年。

『完全貴族要覧』（かんぜんきぞくようらん、英語: The Complete Peerage of England, Scotland, Ireland, Great Britain, and the United Kingdom Extant, Extinct, or Dormant、略称: The Complete Peerage）あるいは『貴族大鑑』（きぞくたいかん）は、イギリスの貴族の名鑑。初版と第2版が出版されており、初版はクラレンス統括紋章官のジョージ・エドワード・コケインが、第2版はヴィカリー・ギブス閣下などが編集者を務めた。

## 出版史

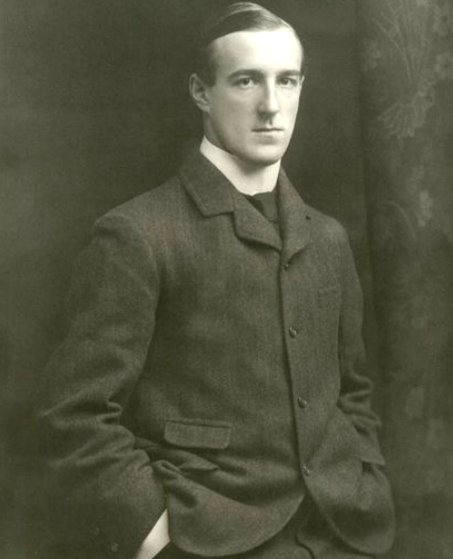
第2版の編集者の1人、第8代ハワード・デ・ウォルデン男爵。1910年ごろ撮影。

『完全貴族要覧』の初版はクラレンス統括紋章官のジョージ・エドワード・コケインの手により、1887年から1898年まで合計8巻で出版された。最初は1884年にThe Genealogistの付録として出版されたが、のちにコケインが自費出版する書籍になった。コケインは300部印刷し、1巻ごとに130から140ポンド支払ったとされる。同書は好評を博し、第8巻が出版された1898年時点で第1巻の在庫が残り1冊になった。1巻の値段は1ポンド10シリング6ペンスだったが、1909年時点で中古の値段が50ポンドにまでなったとされる。そのため、第2版は早くから計画され、コケインの甥にあたるヴィカリー・ギブス閣下は1895年ごろより新版のための資料集めをはじめた。その後、ギブスはコケインの同意を得て、1908年に新版の編集をはじめた。
第2版は第1から12巻までが1910年から1959年の長期間にわたって刊行され、1901年から1938年までに創設された爵位を収録した第13巻が1939年に、補遺となる第14巻が1998年に出版された。第2版第1巻は1910年に出版されて、すぐさま好評を得た。コケインは1911年に死去するが、第2版の刊行は続き、1916年には第4巻が出版された。この第4巻までの出版費用はギブスが支払ったが、1919年ごろより健康の悪化と費用の上昇により支払いが止まり、1926年には編集者の座からも降りた（のち1932年に死去）。ギブスの代わりにヘンリー・アーサー・ダブルデイ（Henry Arthur Doubleday）が出版を主導した。ダブルデイは第2版の出版社セント・キャサリンズ・プレス（St Catherine's Press）の創設者で、1916年に『完全貴族要覧』の編集補佐に、1920年に共同編集者に就任した人物である。ダブルデイは好古家の第8代ハワード・デ・ウォルデン男爵トマス・スコット＝エリス（1946年没）を共同編集者に招聘、1941年に死去するまでに第6から9、13巻を出版した。
ダブルデイとハワード・デ・ウォルデン男爵の努力により、内容面ではさほど問題が生じなかったが、出版資金の問題が残った。本業が銀行家だったギブスと違い、ダブルデイは裕福ではなく、しかも第4巻までの合計で約6万ポンドだった出版費用は第一次世界大戦により急上昇した。ダブルデイははじめ研究費用としてアメリカとカナダでいくらか募金したが、1922年には初代カウドレー子爵ウィートマン・ピアソンの助言を容れて社債発行に踏み切り、16,400ポンドを集めた。この社債発行ではハワード・デ・ウォルデン男爵が6700ポンド分購入したほか、カウドレー子爵も1000ポンド分購入した。しかし実際には募金に近い性質で、利子がたびたび免除され、1936年には社債所有者が全員債権を放棄した。
社債発行で得た資金は編集部の運営に費やされ、1926年には底をついた。同年にビジネスマンのサー・ヘンリー・マラビー＝ディーリー（Sir Henry Mallaby-Deeley）が32,500ポンドの拠出に同意、1932年にはスタッフの減給が合意されたが、マラビー＝ディーリーからの資金も1934年末にはすべて費やされた。長引く財政難の裏には出版と販売形式の問題があり、各巻が出版直後に売れたのは約800から900部だったにもかかわらず、ダブルデイは3,500部の印刷を強く主張、さらに各巻のばら売りを拒否した。ばら売りが行われるのはダブルデイ死後の1959年のこととなった。
財政難の問題は初代ナフィールド子爵ウィリアム・モリスが1938年に5万ポンド寄付したことである程度解決されたが、第10巻の出版は第二次世界大戦で延期され、1945年になってようやく出版された。ダブルデイは第10巻に必要な紙を予め購入していたが、1949年に出版された第11巻は世界大戦によるインフレーションの影響を受け、紙の価格上昇で費用が大きく増えた。物資統制により金付けに必要な原材料も入手困難であった。また大戦中の1941年にダブルデイが死去しており、後任の編集者としてジェフリー・ホワイト（Geoffrey White）が就任した。
ナフィールド子爵の寄付はしばらくの間慎重に使われたが、編集部は世界大戦によるインフレーションで再び財政難に陥り、付録の一部の作成が放棄された上、1953年に出版された第12巻第1部で索引の出版計画の破棄を発表した。この決定は当時の紋章官が全員連名で批判するほどだったが、資金不足の問題は深刻であり、編集部には最後の巻である第12巻第2部の出版費用すらなかった。貴族法専門の弁護士サー・ジェフリー・エリス（Sir Geoffrey Ellis）らの寄付もあり、第12巻第2部は1959年に無事出版され、同巻で補遺巻の出版が約束された。しかし1960年には資金不足を理由に補遺巻の出版計画が放棄された。ホワイトは1959年時点で87歳かつ視力を失っており、同年に引退した（1969年に死去）。補遺巻の出版計画は1988年ごろに復活し、最終的には1998年に出版にこぎつけた。
第2版はもともと12巻構成の予定だったが、ナフィールド子爵など貴族へのアピール目的で1901年から1938年までに創設された爵位を収録した第13巻が出版された。またもともと1900年までの貴族しか収録しない方針だったが、歴代編集者が1901年以降に爵位を継承した人物も収録したため、12巻に収まらず、第13巻が先に出版されたこともあり、第12巻が2部に分割されることとなった。

## 書誌情報

### 初版
- Cokayne, G. E., ed. (1887). Complete Peerage of England, Scotland, Ireland, Great Britain and the United Kingdom, extant, extinct, or dormant (A to Bo) (英語). Vol. 1 (1st ed.). London: George Bell & Sons.
- Cokayne, G. E., ed. (1889). Complete Peerage of England, Scotland, Ireland, Great Britain and the United Kingdom, extant, extinct, or dormant (Bra to C) (英語). Vol. 2 (1st ed.). London: George Bell & Sons.
- Cokayne, G. E., ed. (1890). Complete Peerage of England, Scotland, Ireland, Great Britain and the United Kingdom, extant, extinct, or dormant (D to F) (英語). Vol. 3 (1st ed.). London: George Bell & Sons.
- Cokayne, G. E., ed. (1892). Complete Peerage of England, Scotland, Ireland, Great Britain and the United Kingdom, extant, extinct, or dormant (G to K) (英語). Vol. 4 (1st ed.). London: George Bell & Sons.
- Cokayne, G. E., ed. (1893). Complete Peerage of England, Scotland, Ireland, Great Britain and the United Kingdom, extant, extinct, or dormant (L to M) (英語). Vol. 5 (1st ed.). London: George Bell & Sons.
- Cokayne, G. E., ed. (1895). Complete Peerage of England, Scotland, Ireland, Great Britain and the United Kingdom, extant, extinct, or dormant (N to R) (英語). Vol. 6 (1st ed.). London: George Bell & Sons.
- Cokayne, G. E., ed. (1896). Complete Peerage of England, Scotland, Ireland, Great Britain and the United Kingdom, extant, extinct, or dormant (S to T) (英語). Vol. 7 (1st ed.). London: George Bell & Sons.
- Cokayne, G. E., ed. (1898). Complete Peerage of England, Scotland, Ireland, Great Britain and the United Kingdom, extant, extinct, or dormant (U to Z, Appendix, Corrigenda, Occurrences after 1 January 1898, and General Index to Notes, &c.) (英語). Vol. 8 (1st ed.). London: George Bell & Sons.

### 第2版
- Cokayne, G. E. (1910). Gibbs, Vicary (ed.). The Complete Peerage of England, Scotland, Ireland, Great Britain and the United Kingdom, extant, extinct or dormant (Ab-Adam to Basing) (英語). Vol. 1 (2nd ed.). London: The St Catherine Press.
- Cokayne, G. E. (1912). Gibbs, Vicary (ed.). The Complete Peerage of England, Scotland, Ireland, Great Britain and the United Kingdom, extant, extinct or dormant (Bass to Canning) (英語). Vol. 2 (2nd ed.). London: The St Catherine Press.
- Cokayne, G. E. (1913). Gibbs, Vicary & Doubleday, H. Arthur (eds.). The Complete peerage of England, Scotland, Ireland, Great Britain and the United Kingdom, extant, extinct or dormant (Canonteign to Cutts) (英語). Vol. 3 (2nd ed.). London: The St Catherine Press.
- Cokayne, G. E. (1916). Gibbs, Vicary & Doubleday, H. Arthur (eds.). The Complete Peerage of England, Scotland, Ireland, Great Britain and the United Kingdom, extant, extinct or dormant (Dacre to Dysart) (英語). Vol. 4 (2nd ed.). London: The St Catherine Press.
- Cokayne, G. E. (1926). Gibbs, Vicary & Doubleday, H. Arthur (eds.). The Complete Peerage of England, Scotland, Ireland, Great Britain and the United Kingdom, extant, extinct or dormant (Eardley of Spalding to Goojerat) (英語). Vol. 5 (2nd ed.). London: The St Catherine Press.
- Cokayne, G. E. (1926). Doubleday, H. Arthur; Warrand, Duncan & Lord Howard de Walden (eds.). The Complete Peerage, or a history of the House of Lords and all its members from the earliest times (Gordon to Hustpierpoint) (英語). Vol. 6 (2nd ed.). London: The St Catherine Press.
- Cokayne, G. E. (1929). Doubleday, H. Arthur & Lord Howard de Walden (eds.). The Complete Peerage, or a history of the House of Lords and all its members from the earliest times (Husee to Lincolnshire) (英語). Vol. 7 (2nd ed.). London: The St Catherine Press.
- Cokayne, G. E. (1932). Doubleday, H. Arthur & Lord Howard de Walden (eds.). The Complete Peerage, or a history of the House of Lords and all its members from the earliest times (Lindley to Moate) (英語). Vol. 8 (2nd ed.). London: The St Catherine Press.
- Cokayne, G. E. (1936). Doubleday, H. Arthur & Lord Howard de Walden (eds.). The Complete Peerage, or a history of the House of Lords and all its members from the earliest times (Moels to Nuneham) (英語). Vol. 9 (2nd ed.). London: The St Catherine Press.
- Cokayne, G. E. (1945). Doubleday, H. Arthur & Lord Howard de Walden (eds.). The Complete Peerage, or a history of the House of Lords and all its members from the earliest times (Oakham to Richmond) (英語). Vol. 10 (2nd ed.). London: The St Catherine Press.
- Cokayne, G. E. (1949). White, Geoffrey H. (ed.). The Complete Peerage, or a history of the House of Lords and all its members from the earliest times (Rickerton to Sisonby) (英語). Vol. 11 (2nd ed.). London: The St Catherine Press.
- Cokayne, G. E. (1953). White, Geoffrey H. (ed.). The Complete Peerage, or a history of the House of Lords and all its members from the earliest times, volume XII part 1: Skelmersdale to Towton (英語). Vol. 12 (2nd ed.). London: The St Catherine Press.
- Cokayne, G. E. (1959). White, Geoffrey H. (ed.). The Complete Peerage, or a history of the House of Lords and all its members from the earliest times, volume XII part 2: Tracton to Zouche (英語). Vol. 12 (2nd ed.). London: The St Catherine Press.
- Cokayne, G. E. (1940). Doubleday, H. Arthur & Lord Howard de Walden (eds.). The Complete Peerage, or a history of the House of Lords and all its members from the earliest times, volume XIII: Peers created 1901 to 1938 (英語). Vol. 13 (2nd ed.). London: The St Catherine Press.
- Cokayne, G. E. (1998). Hammond, Peter W. (ed.). The Complete Peerage, or a history of the House of Lords and all its members from the earliest times, volume XIV: Addenda & Corrigenda (英語). Vol. 14 (2nd ed.). Stroud: Sutton Publishing. ISBN 978-0-7509-0154-3。